# Сельдерей узлоцветковый
Сельдере́й узлоцветко́вый (лат. Āpium nodiflōrum) — вид многолетних травянистых растений рода Сельдерей семейства Зонтичные (Apiaceae).
Видовой эпитет научного названия растения «узлоцветковый» связан с месторасположением цветков на растении.

## Распространение и среда обитания

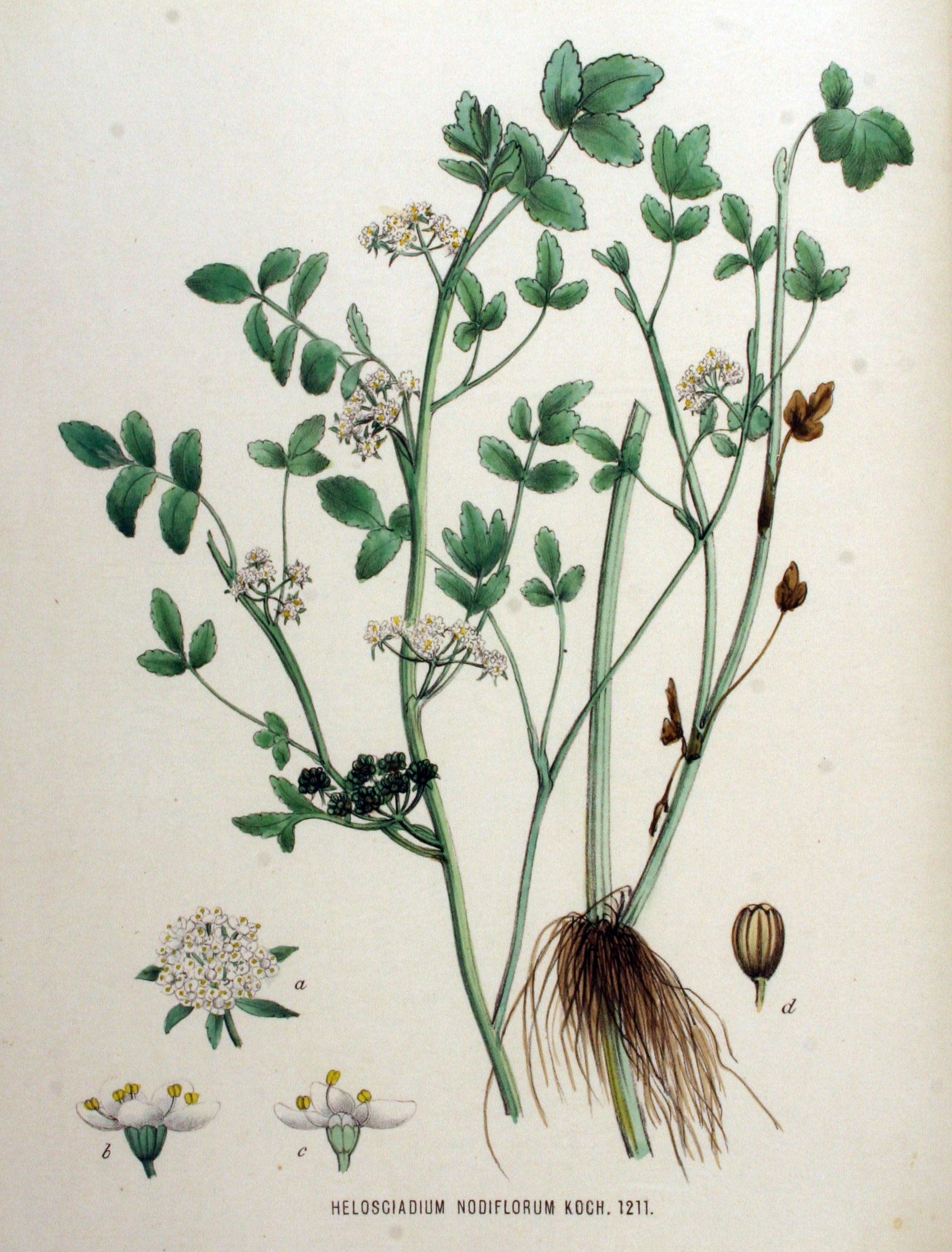

Естественная область распространения находится в Западной Европе на Британских островах. Обычное растение для Англии, Уэльса и Ирландии, реже встречается в Шотландии.
Обычно произрастает на берегах водных потоков, в канавах, по сырым местам.

## Ботаническое описание
Низкорослое, стелющиеся растение с почти прямоугольными в сечении, изогнутыми и приподнимающимися стеблями. Листья перистые на черешках до 30 см длиной, имеют отдалённое сходство с листьями водяного кресса.
Цветки, собранные в 10—20-лучевые зонтики, очень мелкие, белые, с пятью лепестками; соцветия в пазухах листьев. Цветение в июле и августе.
Растение не ядовито.

## Ботаническая классификация
Некоторые систематики относят этот вид к роду Helosciadium W.D.J.Koch и именуют его как Helosciadium nodiflorum (L.) W.D.J.Koch.

### Синонимы
- Helodium nodiflorum (L.) Dumort.
- Helosciadium nodiflorum (L.) W.D.J.Koch
- Meum nodiflorum (L.) Baill.
- Pimpinella nodiflora (L.) Stokes
- Selinum nodiflorum (L.) E.H.L.Krause
- Seseli nodiflorum (L.) Scop.
- Sium nodiflorum L.basionym